# Préexistence du Christ
 (décembre 2018).
- Si vous ne connaissez pas le sujet, laissez ce bandeau (vous pouvez alors contacter les auteurs).
- Si vous supprimez le contenu mis en cause (vous pouvez préalablement contacter les auteurs),

argumentez précisément cette suppression dans la page de discussion
(un manque de référence n'est pas un argument ; une recherche réelle de référence doit avoir été effectuée, être formellement documentée).

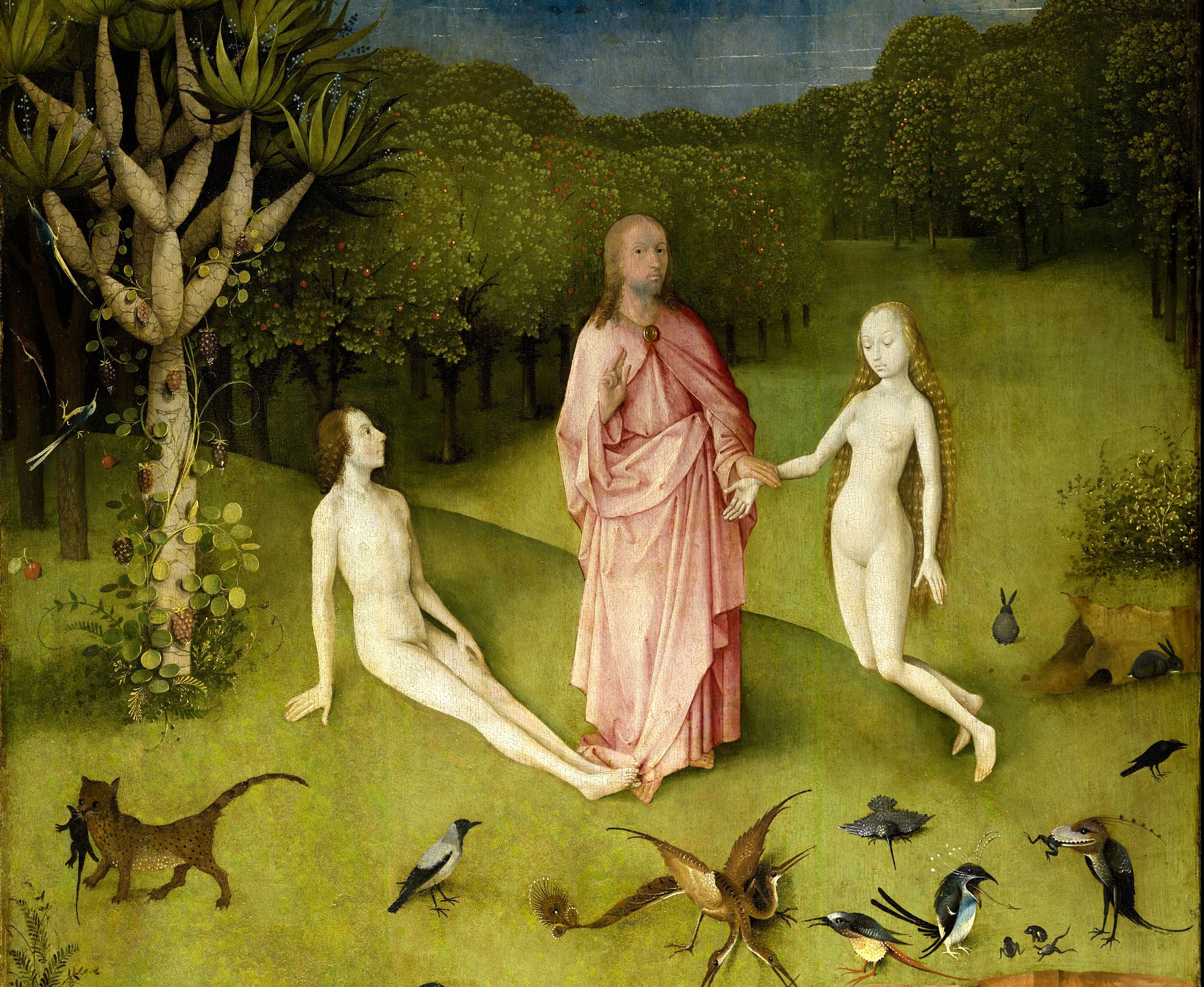
Jésus avec Adam et Ève, donc bien avant son incarnation.

La préexistence du Christ est l'affirmation que Jésus-Christ a existé (en sa divinité mais non pas en son humanité) avant sa conception. Cette doctrine est indissociable de la notion de Trinité.

## Christianisme
Pour les chrétiens, la notion de la préexistence et l'éternité du Christ, c'est-à-dire l'existence éternelle du Fils de Dieu avant sa vie terrestre, est présente dans la Bible, notamment dans l'évangile selon Jean et les épîtres pauliniennes. Cette doctrine se situe au centre de la dogmatique chrétienne et des principaux courants de la christologie. Elle présuppose l'incarnation de Dieu et le dogme de la Trinité. En sens inverse, l'arianisme évoque l'« incarnation du Verbe » et rejette la Trinité comme non biblique. 

## Doctrines antitrinitaires
La plupart des églises antitrinitaires partagent la croyance en la préexistence du Christ.
Dans l'enseignement socinien, la doctrine de Jésus «descendu du ciel», peut se référer uniquement à sa conception miraculeuse, en insistant sur la naissance d'une vierge, et non pas à l'existence littérale dans le ciel avant sa naissance.